# تپه غلامعلی
تپه غلامعلی مربوط به هزاره اول قبل از میلاد است و در شهرستان مانه و سملقان، روستای نادرآباد واقع شده و این اثر در تاریخ ۱۶ خرداد ۱۳۵۶ با شمارهٔ ثبت ۱۴۲۴ به‌عنوان یکی از آثار ملی ایران به ثبت رسیده است.